# Võ An Ninh
Võ An Ninh (18 tháng 6 năm 1907 – 4 tháng 6 năm 2009), quê Hải Dương , tên thật là Vũ An Tuyết , là một nghệ sĩ nhiếp ảnh nổi tiếng của Việt Nam. Ông sở hữu nhiều bộ ảnh có giá trị của lịch sử Việt Nam. Ông từng làm phóng viên nhiếp ảnh Sở Kiểm lâm Hà Nội thời Pháp thuộc, khu Triển lãm Trung ương và Xưởng phim Đèn chiếu Việt Nam (1954–1970), ủy viên Ủy ban Trung ương Hội Liên hiệp Văn học Nghệ thuật Việt Nam, ủy viên Hội đồng Nghệ thuật Hội Nghệ sĩ Nhiếp ảnh Việt Nam khóa 3.

## Tiểu sử
Võ An Ninh là con trai trưởng trong một gia đình có bốn anh em. Ông theo học tiểu học tại Trường Amiral Courbet (nay là Trường Nguyễn Du, Hà Nội), đậu xong bằng Certifica (1924), ông vào học Trường Bưởi.

## Những bức ảnh nổi tiếng
Võ An Ninh đã có tác phẩm Buổi sáng trên đê sông Hồng được giải thưởng ngoại hạng do Hội mỹ thuật kỹ nghệ Việt Nam tặng.
Năm 1938, tác phẩm Đẩy thuyền ra khơi được giải thưởng ngoại hạng triển lãm ảnh Paris – Pháp
Cuối năm 1938, ông được Bằng khen của triển lãm ảnh nghệ thuật quốc tế Bồ Đào Nha cho tác phẩm Chợ bán nồi đất và Huy chương vàng trong cuộc triển lãm ảnh nghệ thuật cá nhân tại Huế.
Bộ ảnh ghi lại nạn đói năm 1945 là một thành công trong sưu tập ảnh: bức ảnh hai em bé ngồi bên cây số hai Thái Bình chờ chết.
Năm 1960, ông được Huy chương đồng triển lãm ảnh quốc tế tại Liên Xô với tác phẩm Nước ròng bãi Trà Cổ.
Bằng khen do triển lãm ảnh quốc tế BIFOTA tặng tác phẩm Đôi nét thủy mặc Sa Pa.
Tháng 7 năm 1981 ở Thành phố Hồ Chí Minh và Hà Nội năm 1983: Các tác phẩm về Hồ Gươm như Hồ Gươm buổi sớm, Hồ Gươm bốn mùa, có những bức man mác nét cổ hoài như Thu về, Nhớ xưa, những bức ảnh về thiếu nữ như Thiếu nữ Hà Nội, Trong vườn si đền Voi Phục, Một nét quê hương, Hương lúa... Nhiều bức ảnh khác chụp ở những vùng đất khác nhau trên khắp mọi miền đất nước như Thác Bản Giốc (Cao Bằng), Đỉnh Phan-xi-păng, Xuân về trên dãy Hoàng Liên Sơn, Phơi lưới trên sông Cấm, Biển bạc (Đà Nẵng), Suối nắng rừng thông (Đà Lạt), Nhà thờ Đức Bà,...

## Đóng góp
Ông sống trọn đời cho nghệ thuật nhiếp ảnh và cho sự nghiệp cách mạng của Việt Nam. Ông được xem là người phát hiện ra và lưu giữ những cái đẹp "một đi không trở lại" của thời đại qua các bức ảnh như: Ông Đồ viết câu đối Xuân, Cảnh chợ hoa ngày Tết.
Nghệ sĩ Võ An Ninh từ trần hồi 18 giờ 45 phút ngày 4 tháng 6 năm 2009 tại Thành phố Hồ Chí Minh, thọ 101 tuổi.

## Huân chương
- Giải thưởng Hồ Chí Minh về văn học nghệ thuật đợt I (1996)
- Huân chương Độc lập hạng Ba[6]
- Huân chương Lao động hạng Nhì[6]
- Huân chương Kháng chiến hạng Nhất[cần dẫn nguồn]
- Huân chương Kháng chiến hạng Nhì[cần dẫn nguồn]
- Huy chương vì sự nghiệp Văn học – Nghệ thuật Việt Nam
- Huy chương vì sự nghiệp Văn hóa – Thông tin
- Huy chương vì sự nghiệp phát triển Nghệ thuật Nhiếp ảnh Việt Nam

## Một số hình ảnh Võ An Ninh chụp

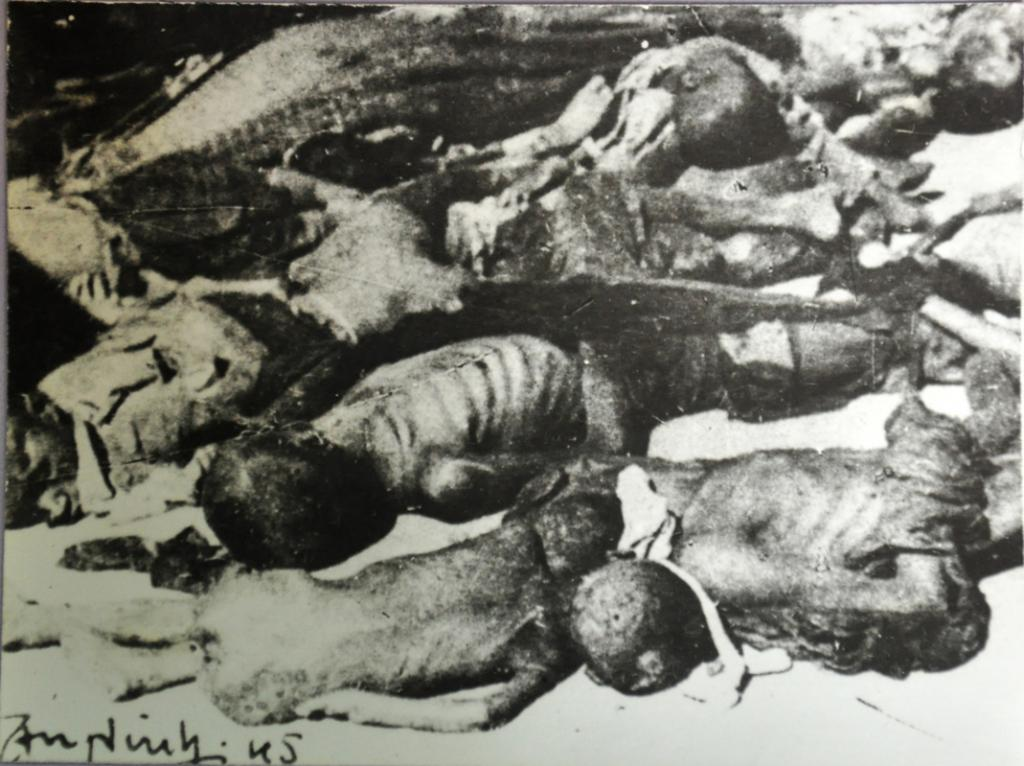
Xác người chết đói trên đường phố Hà Nội tháng 9/1945
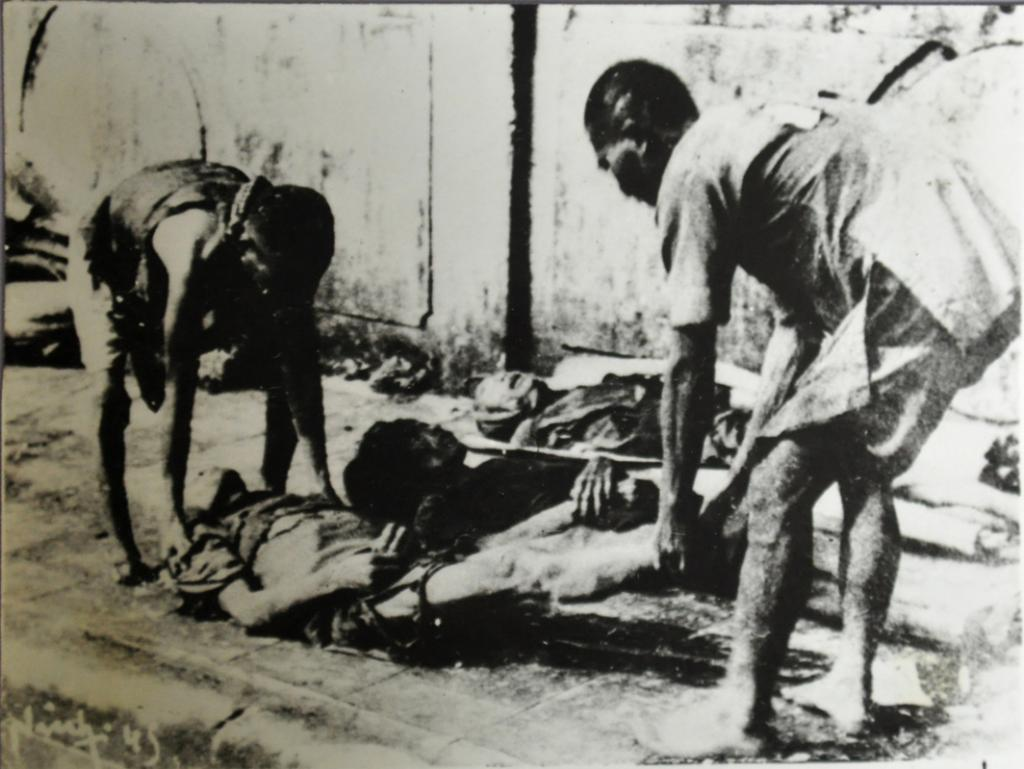
Tình nguyện viên dồn xác chết lại chờ chôn
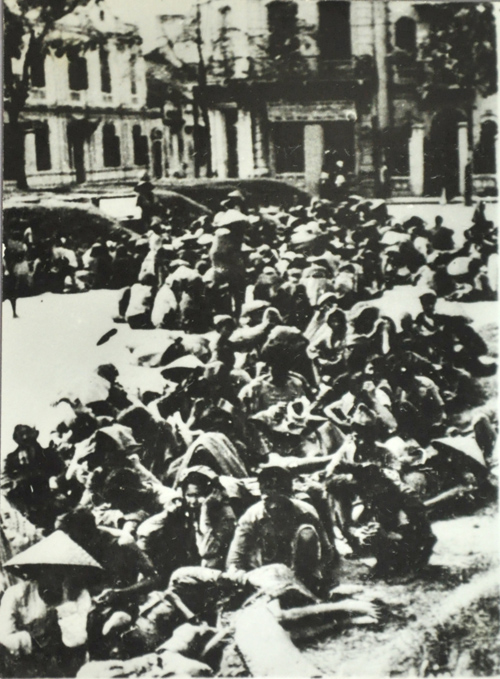
Dân Nam Định, Thái Bình, Phủ Lý, Hải Phòng, Hải Dương kéo nhau về Hà Nội
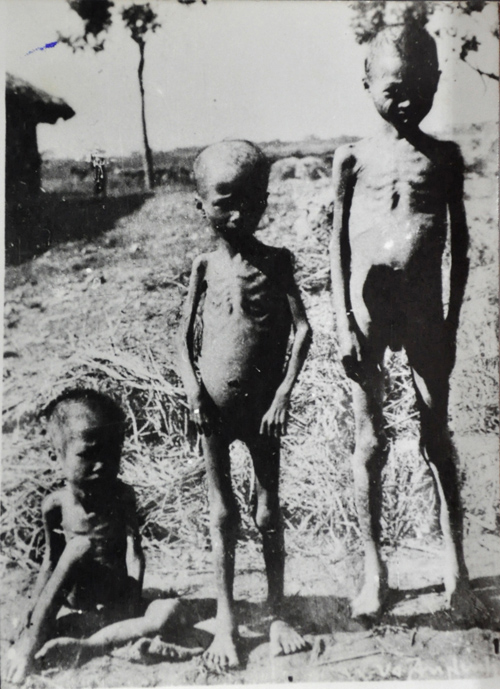
Mấy cậu bé ở Phủ Lý, Hà Nam
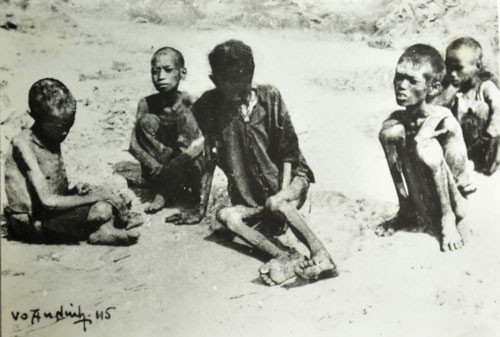
Các cậu bé chờ chết
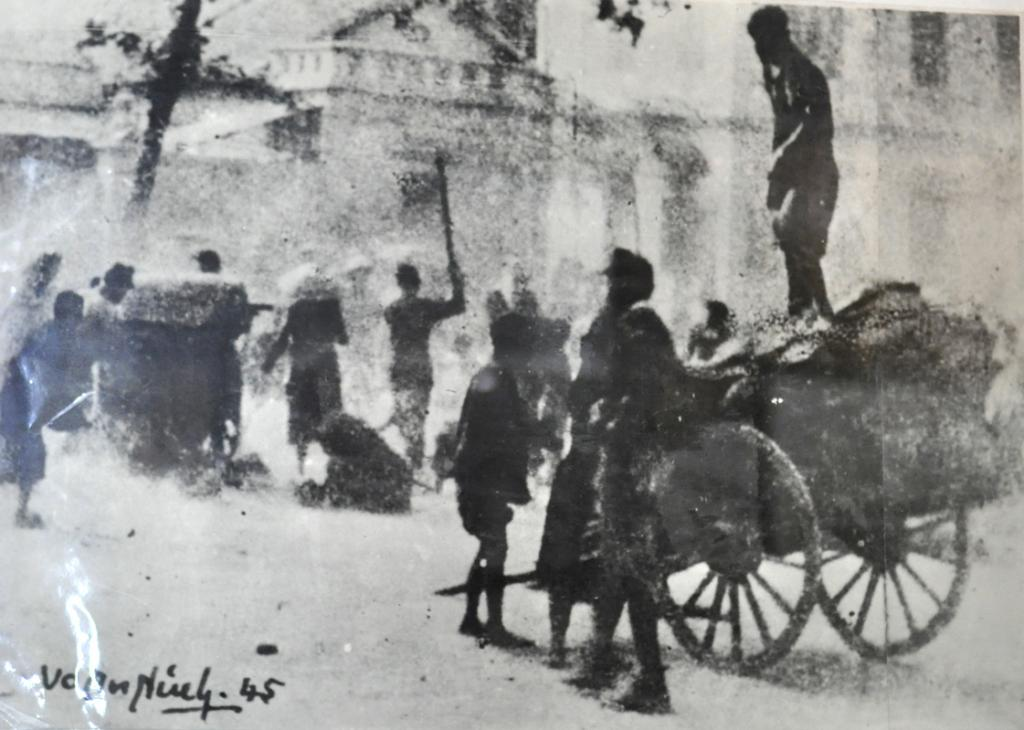
Người dân chặn đường giành lại thóc trên đường Hà Nội – Hà Đông, bị lính Nhật đánh đập dã man
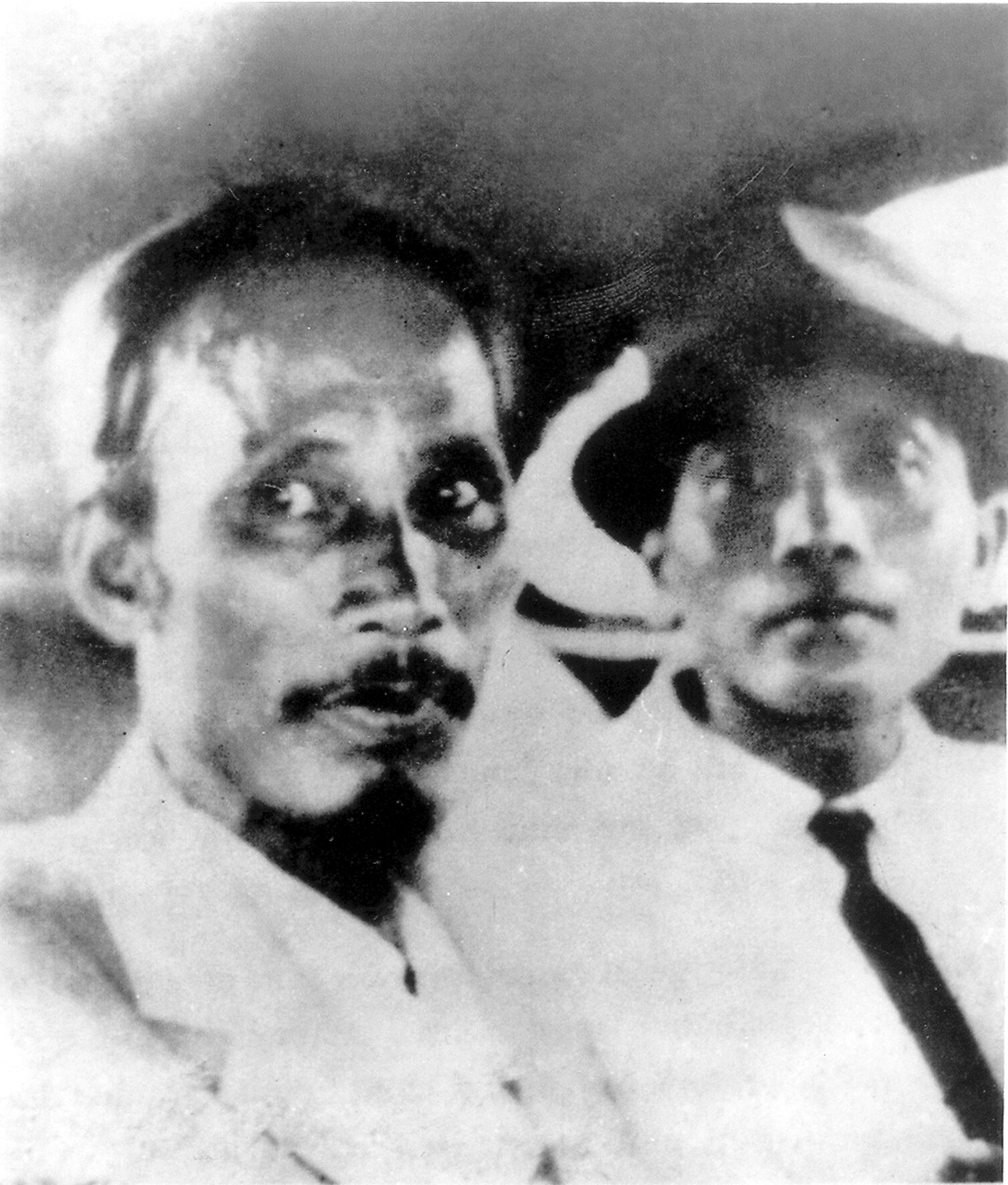
Hồ Chí Minh và Võ Nguyên Giáp ngồi trên xe chuẩn bị rời Quảng trường Ba Đình ngày 2/9/1945